# Vito Marcantonio
Vito Marcantonio (New York, 10 dicembre 1902 – New York, 9 agosto 1954) è stato un politico e avvocato italoamericano.

## Biografia
Di famiglia originaria di Picerno, in Basilicata, Marcantonio si laurea in legge alla New York University. Eletto al Congresso nel 1934, Marcantonio ha rappresentato i cittadini di East Harlem, New York per 14 anni, fino al 1950.
A quei tempi East Harlem era chiamata Italian Harlem essendo la presenza italiana nel quartiere preponderante. Marcantonio è nato ed ha vissuto quasi tutta la sua vita nel quartiere e vi era intimamente legato. Marcantonio era attivo nel quartiere come organizzatore e come insegnante nelle classi di naturalizzazione offerte dalla Haarlem House.
Quando nel 1922 Fiorello La Guardia decise di candidarsi alla Camera dei Rappresentanti come candidato di East Harlem scelse Vito Marcantonio come suo aiutante per la campagna elettorale. Quando poi Fiorello La Guardia decise di dimettersi da deputato per candidarsi a sindaco della città di New York, Vito Marcantonio lo sostituì come deputato.
Eletto al Congresso prima nelle file del Partito Repubblicano e poi in quelle del Partito Laburista Americano (American Labor Party), Marcantonio come deputato radicale ha lottato per i diritti civili e per i diritti dei lavoratori, dei poveri e di tutti gli esclusi. È stato un paladino della causa degli italoamericani e ha sostenuto l'indipendenza di Porto Rico (tra l'altro difendendo come avvocato il leader nazionalista portoricano Pedro Albizu Campos).
Nel 1949 si candidò come sindaco di New York per i laburisti, ma ottenne solo il 13.8% dei voti e fu sopravanzato sia dal candidato dei Repubblicani che da quello dei Democratici, William O'Dwyer, che venne eletto. L'anno seguente tentò di confermare il suo seggio alla Camera ma anche in questo caso venne sconfitto dall'esponente democratico James G. Donovan, per quest'occasione appoggiato anche dai Repubblicani (Marcantonio ottenne il 42.2% delle preferenze contro il 57.8% di Donovan). L'italoamericano subì una campagna mediatica particolarmente ostile perché era stato l'unico deputato statunitense a votare contro l'intervento degli USA nella guerra di Corea.
Terminata così la sua carriera politica, Marcantonio continuò a praticare la sua professione di avvocato che gli aveva permesso in larga parte di finanziare le sue campagne elettorali.

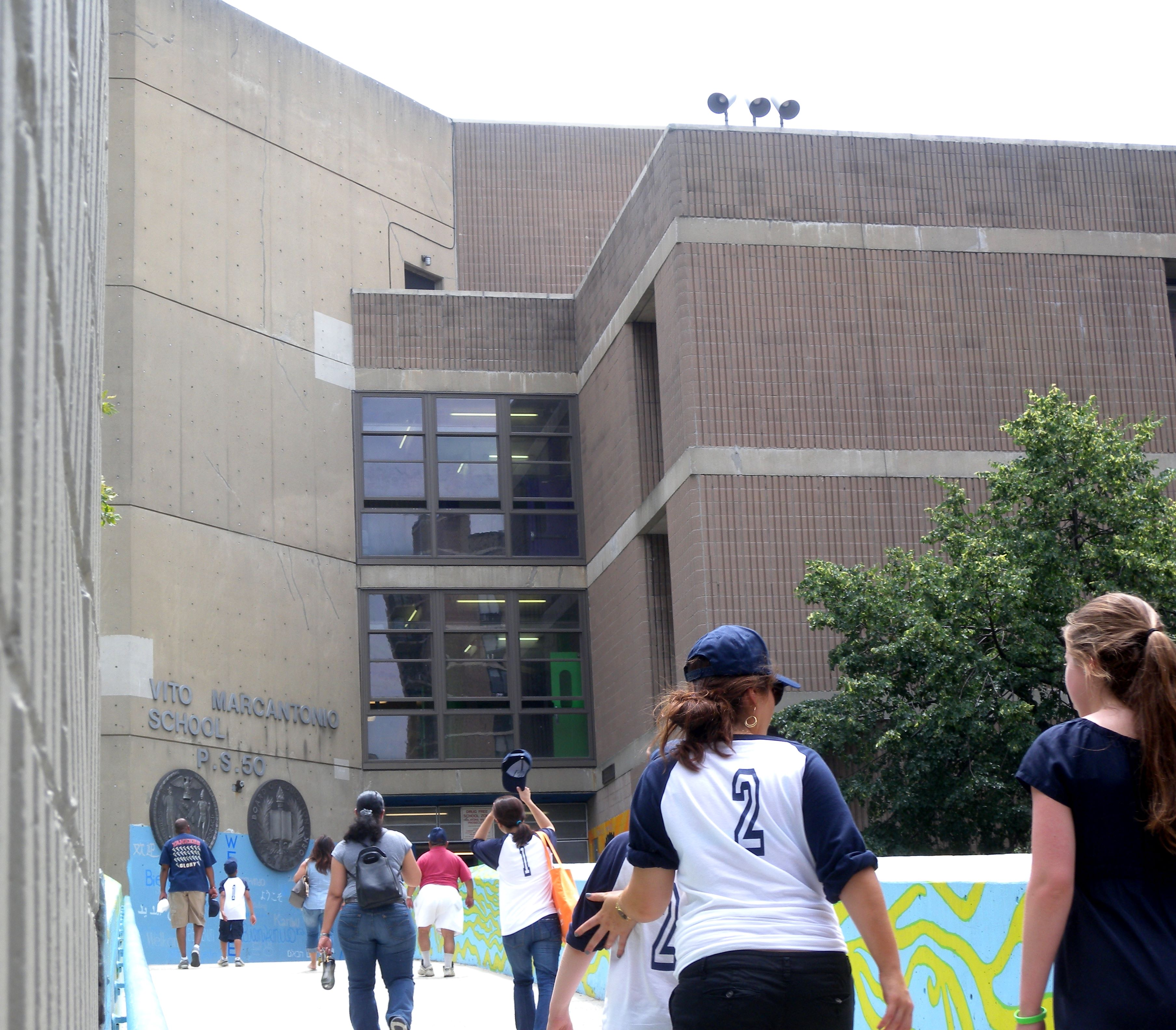
La scuola intitolata a Vito Marcantonio, Harlem